# Championnat d'Inde de football 2017-2018
Ne doit pas être confondu avec Indian Super League 2017-2018.
Navigation
Saison précédente Saison suivante
La saison 2017-2018 du championnat d'Inde de football est la 22e édition du championnat national de première division indienne. Les équipes sont regroupées au sein d'une poule unique, où elles rencontrent leurs adversaires deux fois, à domicile et à l'extérieur. À l'issue du championnat, le dernier du classement est relégué et remplacé par le meilleur club de deuxième division. 
Bengaluru FC se retira du championnat pour jouer en Indian Super League. Pour compenser, l'AIFF invita le Gokulam Kerala et pour développer le football en Inde à la suite de la Coupe du monde des moins de 17 ans 2017 en Inde, elle invite aussi l'Indian Arrows, qui ne peut pas être relégué.

## Les clubs participants
- East Bengal
- Mohun Bagan
- Chennai City
- Aizawl (Tenant du titre)
- Churchill Brothers
- Shillong Lajong
- Minerva Punjab
- NEROCA FC (Promu D2)
- Indian Arrows (invité)
- Gokulam Kerala (invité)

## Compétition
Le classement est établi sur le barème de points classique (victoire à 3 points, match nul à 1, défaite à 0).

### Classement
| Rang | Équipe                 | Pts | J  | G  | N | P  | Bp | Bc | Diff |
| ---- | ---------------------- | --- | -- | -- | - | -- | -- | -- | ---- |
| 1    | Minerva Punjab         | 35  | 18 | 11 | 2 | 5  | 24 | 16 | +8   |
| 2    | NEROCAP                | 32  | 18 | 9  | 5 | 4  | 20 | 13 | +7   |
| 3    | Mohun Bagan            | 31  | 18 | 8  | 7 | 3  | 28 | 14 | +14  |
| 4    | Kingfisher East Bengal | 31  | 18 | 8  | 7 | 3  | 32 | 19 | +13  |
| 5    | Aizawl T               | 24  | 18 | 6  | 6 | 6  | 21 | 18 | +3   |
| 6    | Shillong Lajong        | 22  | 18 | 6  | 4 | 8  | 17 | 25 | -8   |
| 7    | Gokulam KeralaP        | 21  | 18 | 6  | 3 | 9  | 17 | 23 | -6   |
| 8    | Chennai City           | 19  | 18 | 4  | 7 | 7  | 15 | 24 | -9   |
| 9    | Churchill Brothers     | 17  | 18 | 5  | 2 | 11 | 17 | 28 | -11  |
| 10   | Indian ArrowsP         | 15  | 18 | 4  | 3 | 11 | 13 | 24 | -11  |

|  | Qualification pour la Ligue des champions de l'AFC 2019                             |
|  | Qualification pour la Coupe de l'AFC 2019                                           |
|  | Relégation directe en deuxième division                                             |
|  | T : Tenant du titre C : Vainqueur de la Coupe d'Inde P : Promu de deuxième division |

## Bilan de la saison
| Championnat d'Inde de football 2017-2018 |                            |
| Champion                                 | Minerva Punjab (1er titre) |
| Qualifications continentales             |                            |
| Ligue des champions de l'AFC 2019        | Minerva Punjab             |
| Coupe de l'AFC 2019                      |                            |
| Promotions et relégations                |                            |
| Promus en I-League                       | Real Kashmir               |
| Relégués en I-League 2e division         | Churchill Brothers         |